# Вариантные китайские иероглифы

Справа налево: иероглифы, как они написаны в Канси, стандарт КНР, гонконгский стандарт, тайваньский стандарт, японский стандарт. Места наибольших отличий отмечены жёлтым в крайней правой колонке. (玄 в Канси написан не полностью потому что этот знак — часть личного имени императора Канси (玄燁), его было запрещено писать.

Вариантные формы китайских иероглифов кит. трад. 異體字, упр. 异体字, пиньинь yìtǐzì, палл. итицзы, итайдзи (яп. 異体字) — китайские иероглифы, являющиеся одновременно омофонами и синонимами.

## Региональные стандарты
Вариантные иероглифы существуют во всех регионах, где пользуются китайским письмом: в КНР, Тайване, Гонконге, Японии и Корее. Некоторые правительства стандартизируют определённые формы, объявляя другие формы нежелательными. Притом разные страны выбирают разные формы «стандартными».
Документы, регламентирующие «стандартные» формы иероглифов:
- «список часто используемых иероглифов современного китайского языка» в КНР;
- «список форм частоупотребимых знаков» в Гонконге;
- «стандартные формы национальных иероглифов» на Тайване;
- дзёё кандзи — стандарт Японии;
- словарь Канси — де факто стандарт Кореи.

## Консервативные и простонародные формы
Иероглифы, подвергшиеся минимальному изменению, называются консервативными знаками кит. 正字, пиньинь zhèngzì, палл. чжэнцзы или формами словаря Канси кит. трад. 康熙字典體, упр. 康熙字典体, пиньинь Kāngxī Zìdiǎn tǐ, палл. Канси Цзыдянь ти, так как формы словаря Канси обычно наиболее консервативны. Остальные знаки называются простонародными кит. 俗字, пиньинь súzì, палл. суцзы; дзокудзи (яп. 俗字).

## Компьютерное использование
Юникод содержит вариантные иероглифы в сложной системе из-за унификации иероглифов в Юникоде. В процессе унификации некоторые похожие варианты, распространённые в китае-, корее- и японоязычных регионах и лишь незначительно отличающиеся, получили один код и могут быть различены лишь при использовании разных гарнитур. Другие же варианты получили разные коды. Таким образом, чтобы увидеть на веб-странице точно такие же иероглифы, что видел её создатель, нужно установить те же самые шрифтовые гарнитуры, браузеры и теги IETF должны быть настроены идентично. Такое сочетание встречается крайне редко.
Таблицы демонстрируют отличия в отображении одних и тех же иероглифов
| Разные символы, тег КНР | Разные символы, тег Тайваня | Разные символы, тег Гонконга | Разные символы, японский тег |
| ----------------------- | --------------------------- | ---------------------------- | ---------------------------- |
| 戶戸户                  | 戶戸户                      | 戶戸户                       | 戶戸户                       |
| 爲為为                  | 爲為为                      | 爲為为                       | 爲為为                       |
| 強强                    | 強强                        | 強强                         | 強强                         |
| 畫畵画                  | 畫畵画                      | 畫畵画                       | 畫畵画                       |
| 線綫线                  | 線綫线                      | 線綫线                       | 線綫线                       |
| 匯滙                    | 匯滙                        | 匯滙                         | 匯滙                         |
| 裏裡                    | 裏裡                        | 裏裡                         | 裏裡                         |
| 夜亱                    | 夜亱                        | 夜亱                         | 夜亱                         |
| 龜亀龟                  | 龜亀龟                      | 龜亀龟                       | 龜亀龟                       |

| Отличия в иероглифах с одинаковым кодом и разными языковыми тегами | Отличия в иероглифах с одинаковым кодом и разными языковыми тегами | Отличия в иероглифах с одинаковым кодом и разными языковыми тегами | Отличия в иероглифах с одинаковым кодом и разными языковыми тегами |
| ------------------------------------------------------------------ | ------------------------------------------------------------------ | ------------------------------------------------------------------ | ------------------------------------------------------------------ |
| Тег КНР                                                            | Таг Тайваня                                                        | Тег Гонконга                                                       | Тег Японии                                                         |
| 刃                                                                 | 刃                                                                 | 刃                                                                 | 刃                                                                 |
| 令                                                                 | 令                                                                 | 令                                                                 | 令                                                                 |
| 難                                                                 | 難                                                                 | 難                                                                 | 難                                                                 |
| 骨                                                                 | 骨                                                                 | 骨                                                                 | 骨                                                                 |
| 詩                                                                 | 詩                                                                 | 詩                                                                 | 詩                                                                 |
| 海                                                                 | 海                                                                 | 海                                                                 | 海                                                                 |
| 雪                                                                 | 雪                                                                 | 雪                                                                 | 雪                                                                 |
| 起                                                                 | 起                                                                 | 起                                                                 | 起                                                                 |
| 及                                                                 | 及                                                                 | 及                                                                 | 及                                                                 |
| 英                                                                 | 英                                                                 | 英                                                                 | 英                                                                 |
| 次                                                                 | 次                                                                 | 次                                                                 | 次                                                                 |
| 誤                                                                 | 誤                                                                 | 誤                                                                 | 誤                                                                 |
| 能                                                                 | 能                                                                 | 能                                                                 | 能                                                                 |
| 函                                                                 | 函                                                                 | 函                                                                 | 函                                                                 |
| 純                                                                 | 純                                                                 | 純                                                                 | 純                                                                 |
| 船                                                                 | 船                                                                 | 船                                                                 | 船                                                                 |
| 述                                                                 | 述                                                                 | 述                                                                 | 述                                                                 |
| 窗                                                                 | 窗                                                                 | 窗                                                                 | 窗                                                                 |

## Варианты графем
Некоторые вариантные иероглифы не являются аллографами. Пример — 搜 и 蒐, а также 㠯 и 以. В японском языке такие заменяемые иероглифы с одинаковым чтением и значением — 苑 и 園.

## Внешние ссылки
- Словарь вариантных китайских иероглифов